# Totally Spies! 4 : Autour du monde
Totally Spies! 4 : Autour du monde est un jeu vidéo d'action développé par Ouat Entertainment et édité par Ubisoft en 2008 sur Nintendo DS. Il est destiné principalement aux jeunes filles.
Totally Spies! 4 : Autour du Monde propose une aventure dans l'univers de la série des Totally Spies!. Avec l'aide des espionnes Alex, Clover et Sam, les joueurs partiront à la poursuite d'un grand maître du cambriolage. Elles interrogent des témoins, se camouflent, trouvent des indices grâce à des gadgets... et de nouvelles missions qui permettront de résoudre l'énigme des Shandalama.